# Distrito de San Francisco del Yeso
El distrito de San Francisco del Yeso es uno de los veintitrés distritos de la Provincia de Luya, ubicado en el Departamento de Amazonas,  en el norte del Perú. Limita por el norte con el distrito de Santo Tomás; por el este y por el sur con la provincia de Chachapoyas y; por el oeste con el distrito de Cocabamba.
Desde el punto de vista jerárquico de la Iglesia católica forma parte del Diócesis de Chachapoyas.

## Historia
El distrito fue creado el 16 de agosto de 1920 mediante Ley Regional N.º 222, en el gobierno del Presidente Augusto Leguía.

## Geografía
Abarca una superficie de 113,94 km² y tiene una población estimada mayor a 793 habitantes.

## Centros poblados
El distrito cuenta con una población total de 793 habitantes distribuidos en 50 centros poblados.
Su capital el pueblo de San Francisco del Yeso ubicado a 2 379 m s. n. m. con 371 habitantes y 138 viviendas. 
| Centro poblado         | Categoría           | Población 2007 | Viviendas | Altitud m s. n. m. |
| ---------------------- | ------------------- | -------------- | --------- | ------------------ |
| La Libertad de Tinlape | Anexo               | 30             | 29        | 2 649              |
| Las Palmas             | Unidad Agropecuaria | 43             | 12        | 3 207              |
| San Jose de Ipaña      | Anexo               | 70             | 33        | 3 459              |
| La Montaña             | Unidad Agropecuaria | 25             | 15        | 2 645              |

| - Colmena - Cuysen - Samanga - Chirimoya Pampa - Huillcapampa | - La Libertad De Tinlape - Chilingote - Poyunte - Allinpampa - San Cristóbal del Yeso | - Tiopampa - Pomacochas - San José de Ipada - San Salvador - San Antonio |

## Atractivos turísticos
- La Congona, complejo arqueológico de la Grupo Cultura Luya y Chillaos de 2 ha ubicado a 2 836 m s. n. m.

## Autoridades

### Municipales
- 2019 - 2022[4]
  - Alcalde: Manuel Antonio Vilchez Calla.
  - Regidores:

  1. YRMA BAZAN MUÑOZ
  2. RODNEY SERVAN BAZAN
  3. MARISOL COLLANTES MUÑOZ
  4. NIXON YONEL PIZARRO ZAVALETA
  5. LOYDIRH ZAVALETA COLLANTES

## Festividades
Las fiestas patronales de la capital San Francisco del Yeso se celebra el 23 de septiembre.
Además se celebra la Virgen de las Mercedes (24 de septiembre), el Santísimo (25 de septiembre), San Antonio (26 de septiembre), y la Virgen del Rosario (27 de septiembre). 
Como comidas típicas se conoce el Locro y el Cuy entre otros.